# Rise of the Ogre
Rise of the Ogre és una autobiografia sobre la banda virtual Gorillaz. Aparentment està escrita pels quatre membres del grup en col·laboració del músic Cass Browne. Està format per 304 pàgines i llargament il·lustrat per Jamie Hewlett. Fou publicat el 26 d'octubre de 2006 al Regne Unit per Michael Joseph Ltd i el 2 de novembre als Estats Units per Riverhead Books.
Rise of the Ogre fou llançat com el primer audiollibre del món. La quarta part de l'audiollibre està narrada per Joss Ackland. Inicialment era una exclusiva d'iTunes, on es publicava una part cada setmana des del 4 de desembre de 2006. Tanmateix, l'audiollibre continua incomplet a l'iTunes. El llibre explica detalls de les vides fictícies dels quatre membres de Gorillaz: Murdoc Niccals, 2D, Russel Hobbs i Noodle. També explica els secrets de la banda, els futurs plans sobre la pel·lícula que realitzaran i la història sobre el videoclip de "El Mañana". En el llibre es barregen comentaris reals i ficticis dels membres virtuals i dels creadors, col·laboradors i crítics.
Per promocionar el llibre, en el web del grup van penjar un tràiler promocional que encara està disponible. Durant el procés de reserva anticipada, van organitzar un concurs per aconseguir una de les cinquanta còpies del llibre signada per Hewlett i Browne. Els creadors de Gorillaz, Hewlett i Albarn van personar-se a la llibreria Waterstone's de Londres per signar còpies dels llibres el 6 de novembre de 2006.